# Замок Влень
Замок Влень (інша назва — замок Ленно, пол. Zamek Wleń або Zamek Lenno, нім. Lehnhaus) — замок розташований на Замковій горі (383 метри над рівнем моря) в присілку Вленський Ґрудек, що є частиною невеликого села Лупкі, розташованого у гміні Влень Львувецького повіту Нижньосілезького воєводства.
Замок є найстарішим мурованим замком у Сілезії та одним із найстаріших замків на теренах Польщі.

## Історія

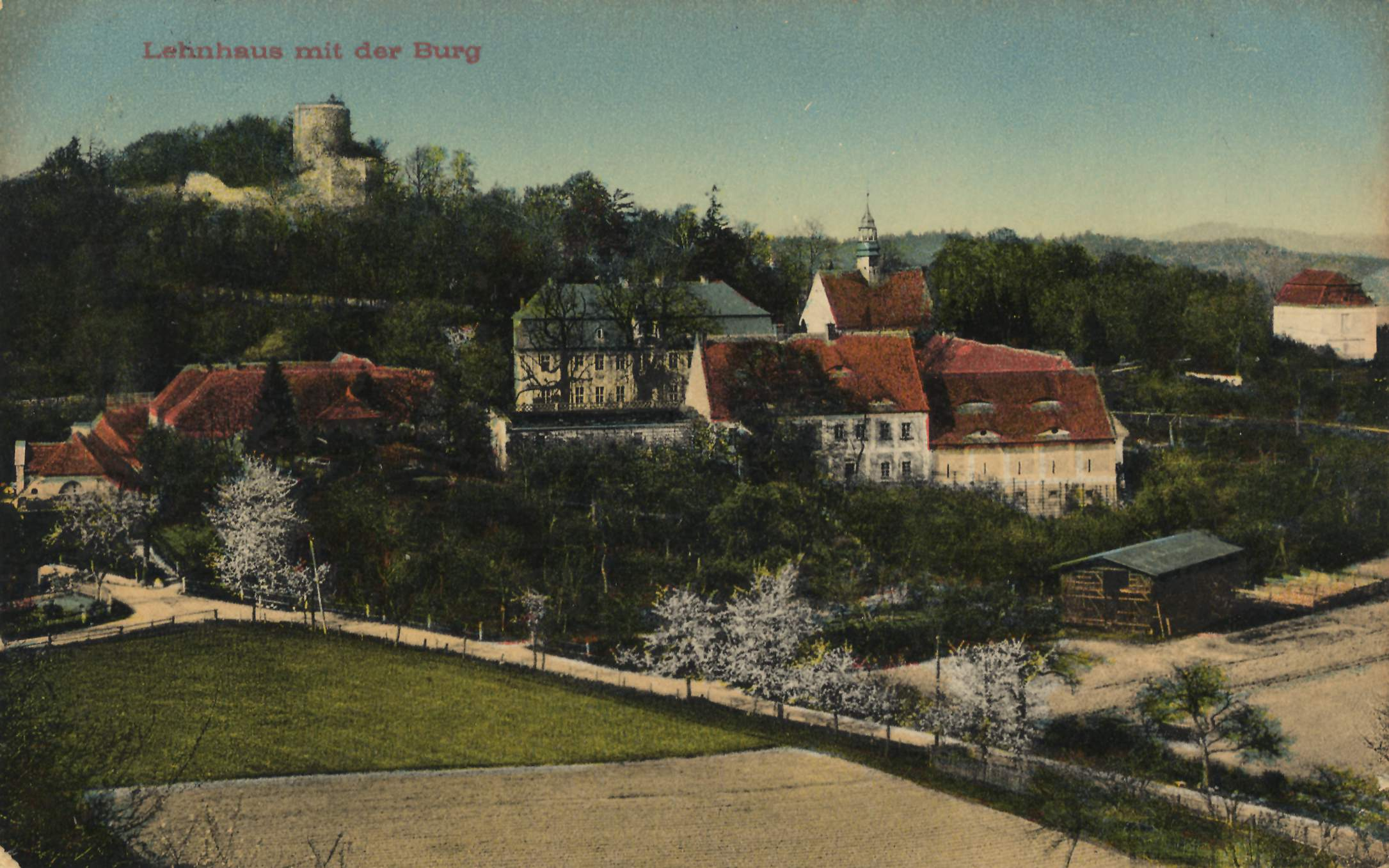
Вигляд замка на старій поштовій листівці

Замок було побудовано на місці існуючого дерев'яно-земляного замку, який Болеслав ІІІ Кривоустий у 1108 році зробив каштелянським. У папській буллі Адріана IV від 1155 року замок згадується як "castrum Valan". Зведення першої кам'яної споруди тут приписується князю Болеславу І Високому. Вона була споруджена наприкінці XII століття і складалася з шестигранної вежі та мурів навколо неї. На початку XIII століття у замку часто бував, разом із своєю дружиною Ядвігою (яка стала святою і вважається покровителькою Сілезії), князь Генрик I Бородатий. Він добудував до замку житлову вежу та 9-метрову каплицю. Незабаром шестигранну вежу було перебудовано в округлу, що мала діаметр 12 метрів та товщину стін до 3 метрів. Вежа збереглася до нашого часу, її висота на сьогодні складає 12 метрів.
У середині XIII замок сподобався синові Генрика II Побожного Болеславу II Лисому, відомому своїм авантюрним життям. Саме у вежі замку він ув'язнив у 1257 році вроцлавського єпископа Томаша I, а у 1277 році — його племінника, вроцлавського князя Генрика IV Праведного. У середині XIV століття, за панування свидницько-яворського князя Болеслава ІІ Малого, замок було вкотре розширено, саме в той час постав так званий середній замок. Після смерті Болеслава ІІ, його вдова, княгиня Агнєшка передала у 1368 році замок у ленне володіння лицарській родині фон Зедліц. У 1377 році власником замку став Тимо фон Колдіц, який його розширив і зміцнив. У 1428 році під час повстання гуситів повстанці безуспішно тримали замок у облозі.
Упродовж наступних років власники замку часто змінювалися і не дбали про будівлю. З 1465 року ним володів розбійний лицар Ганс фон Зедліц, який не шкодував навіть мешканців Вленя. У 1567–1574 роках замок відновив наступний його власник — Себастіан Зедліц. Роботами керував архітектор Георг дер Валіх. Захисні властивості укріплення збільшили завдяки підвищенню мурів та вежі. Новим власником замку в 1581 році став Себастіан фон Шаффґоч, а у 1605 році — Конрад фон Зедліц, який теж прославився завдяки пригнічуванню місцевого населення. Він змушував його до надання різних видів данини та послуг, а у разі відмови — ув'язнював бургомістра містечка у темниці.
Під час Тридцятилітньої війни замок кілька разів облягали та здобували шведські та імператорські війська. Нарешті, у 1646 році його було підпалено, внаслідок чого він перетворився на руїну. Після війни, новим власником замку став полковник короля Франції Людовика XIII Адам фон Каульхаус. Однак він вирішив не відновлювати зруйнований замок, а натомість збудував на схилах замкової гори новий палац, в якому й мешкав. У XVIII столітті замок купив граф Грюнфельд, а після його смерті у 1804 році він перейшов у власність родини Гауговіц, яка володіла замком аж до періоду Другої світової війни.

## Сучасний стан
У 2005 році після обвалу каміння з вежі, замок став недоступним для відвідування. 9 квітня 2006 року через відсутність укріплень обвалився південно-західний мур, а вежа сильно похилилася. З червня по липень 2009 року було розпочато відновлювальні роботи, завдяки яким було відбудовано мури та укріплено вежу. Після реконструкції замок знову відчинено для відвідування туристами.

## Фотогалерея

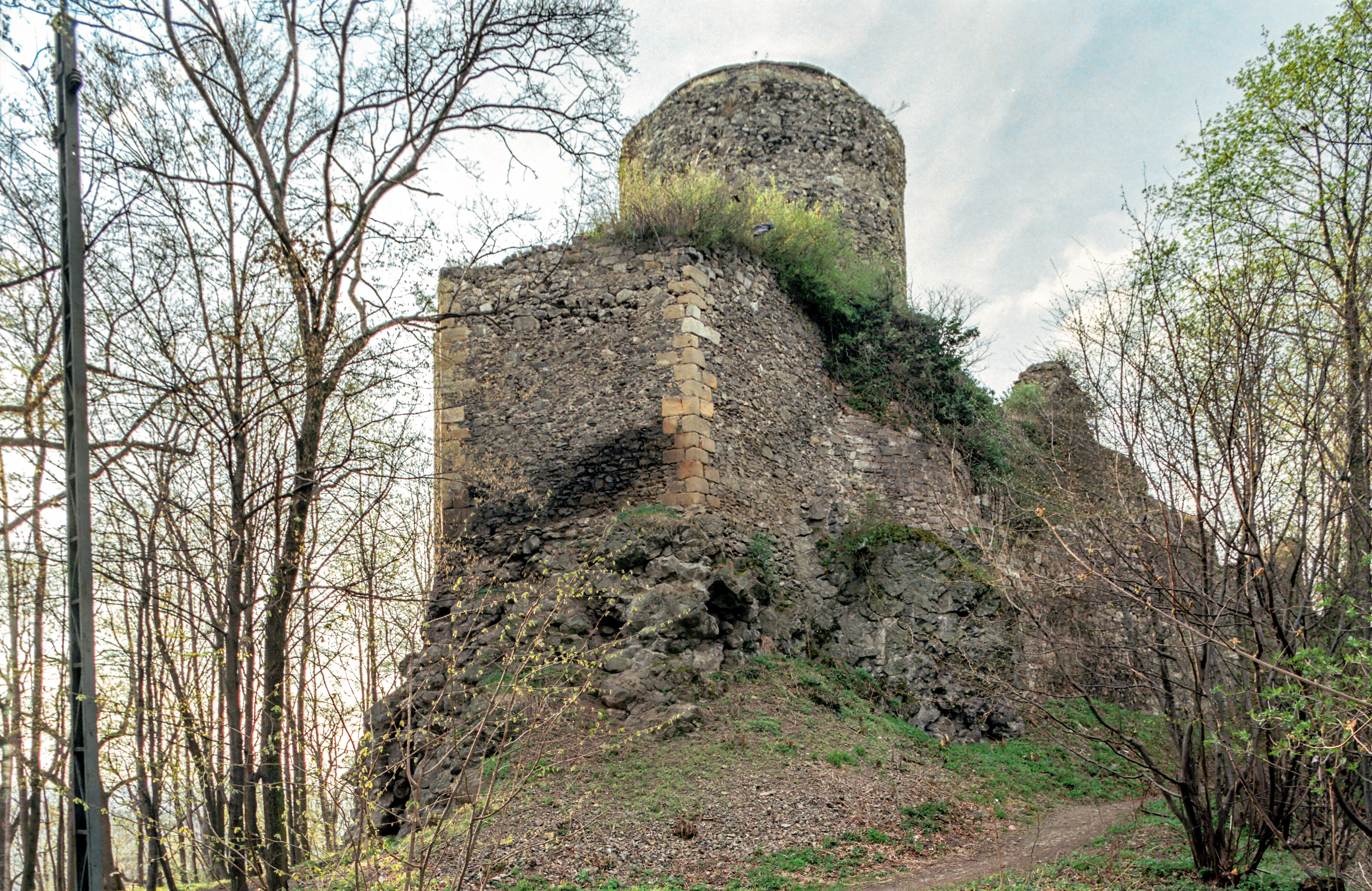
Шестибічна вежа - найстаріша частина мурованого замку
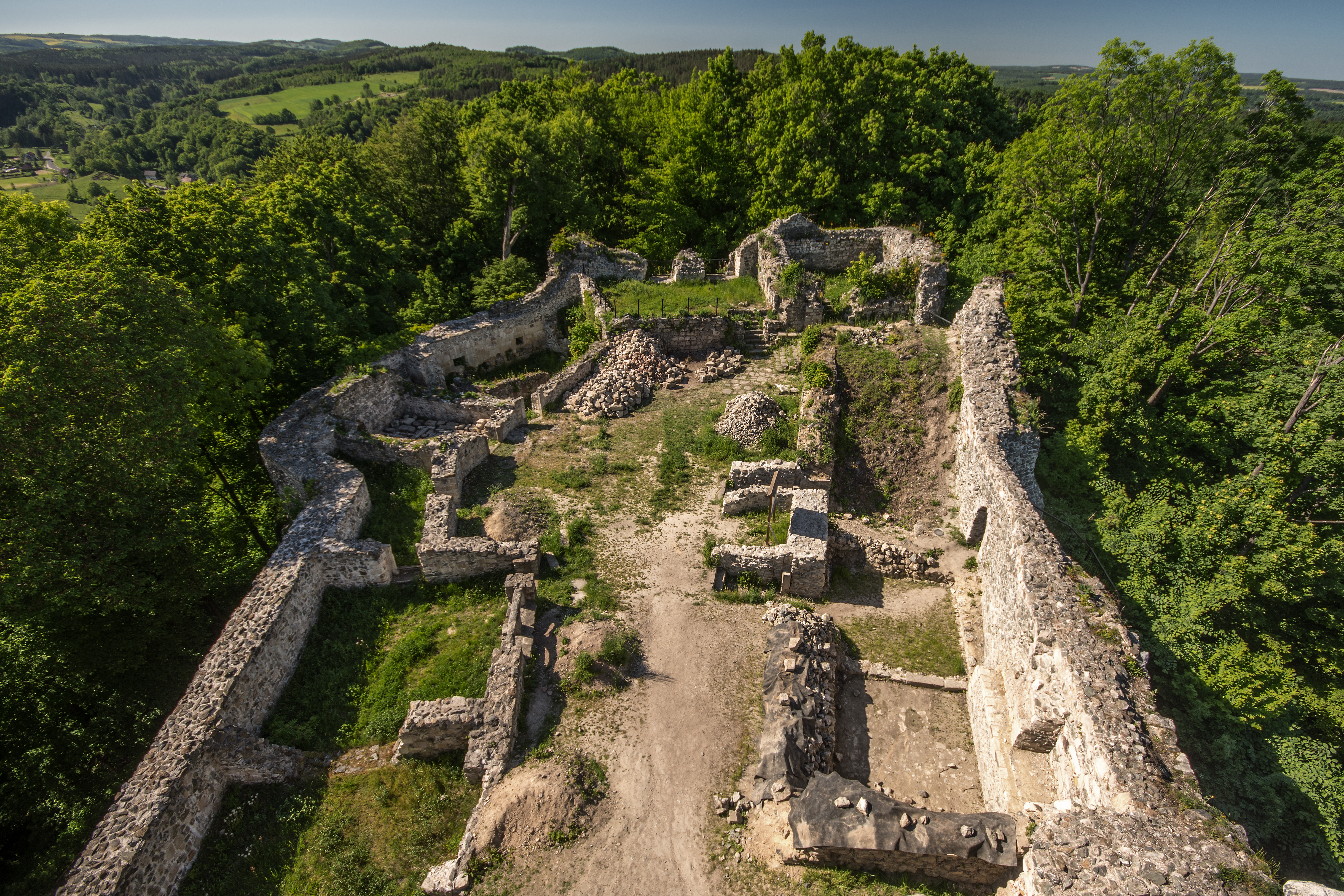
Вигляд замку з вежі. Справа - в'їзд, зліва у глибині рештки будинків у романському стилі.
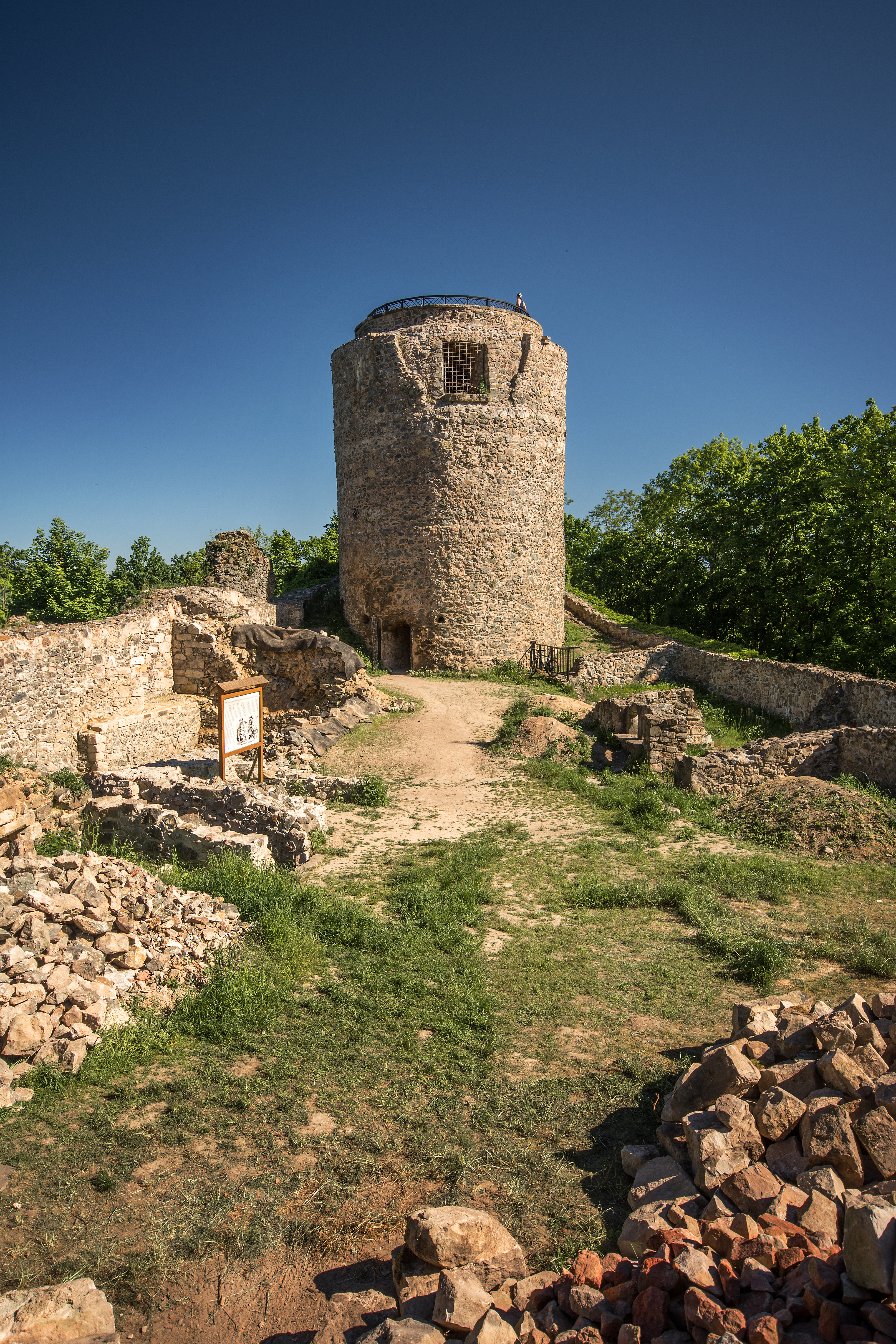
Вежа замку
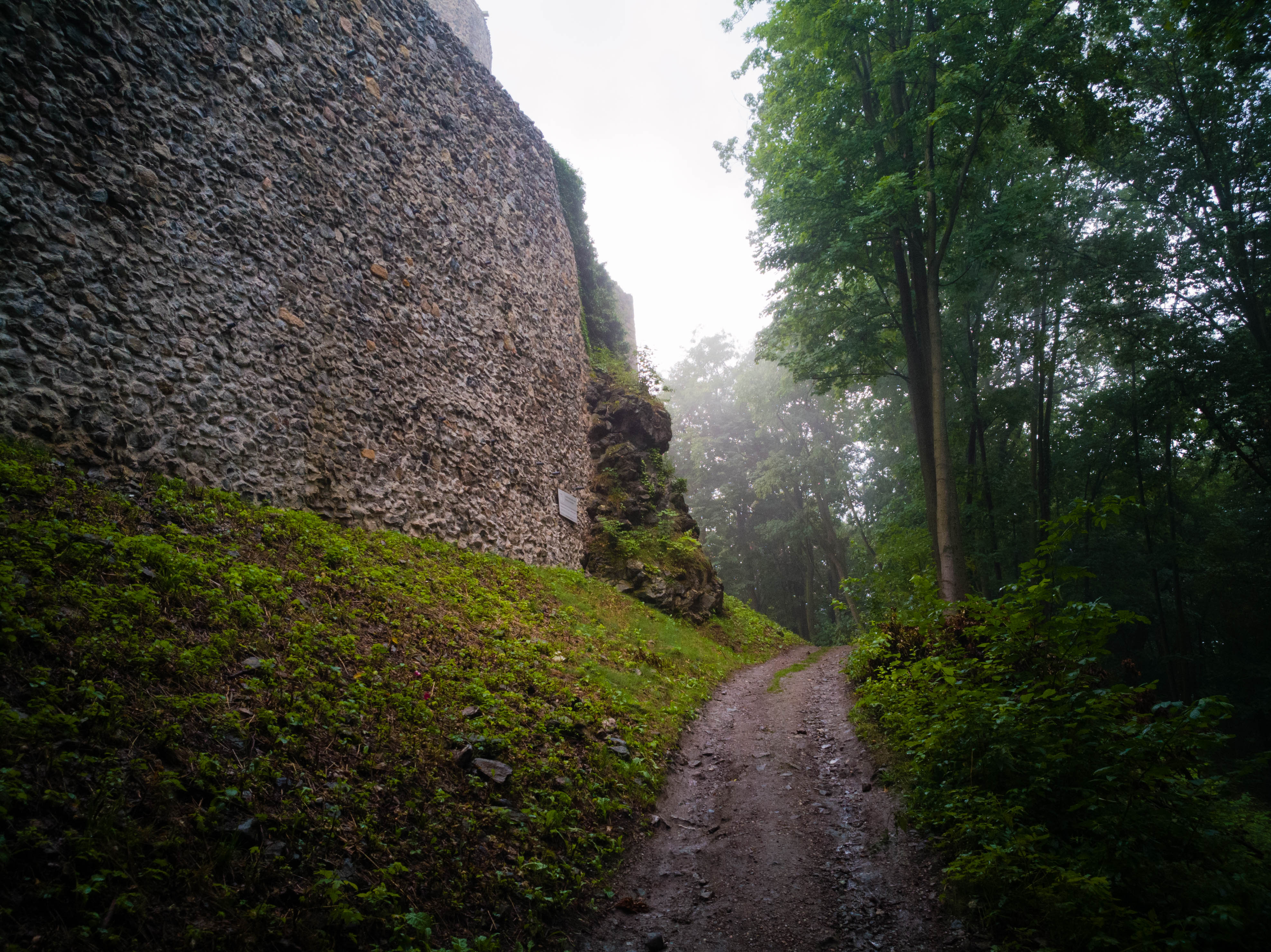
Замкові мури
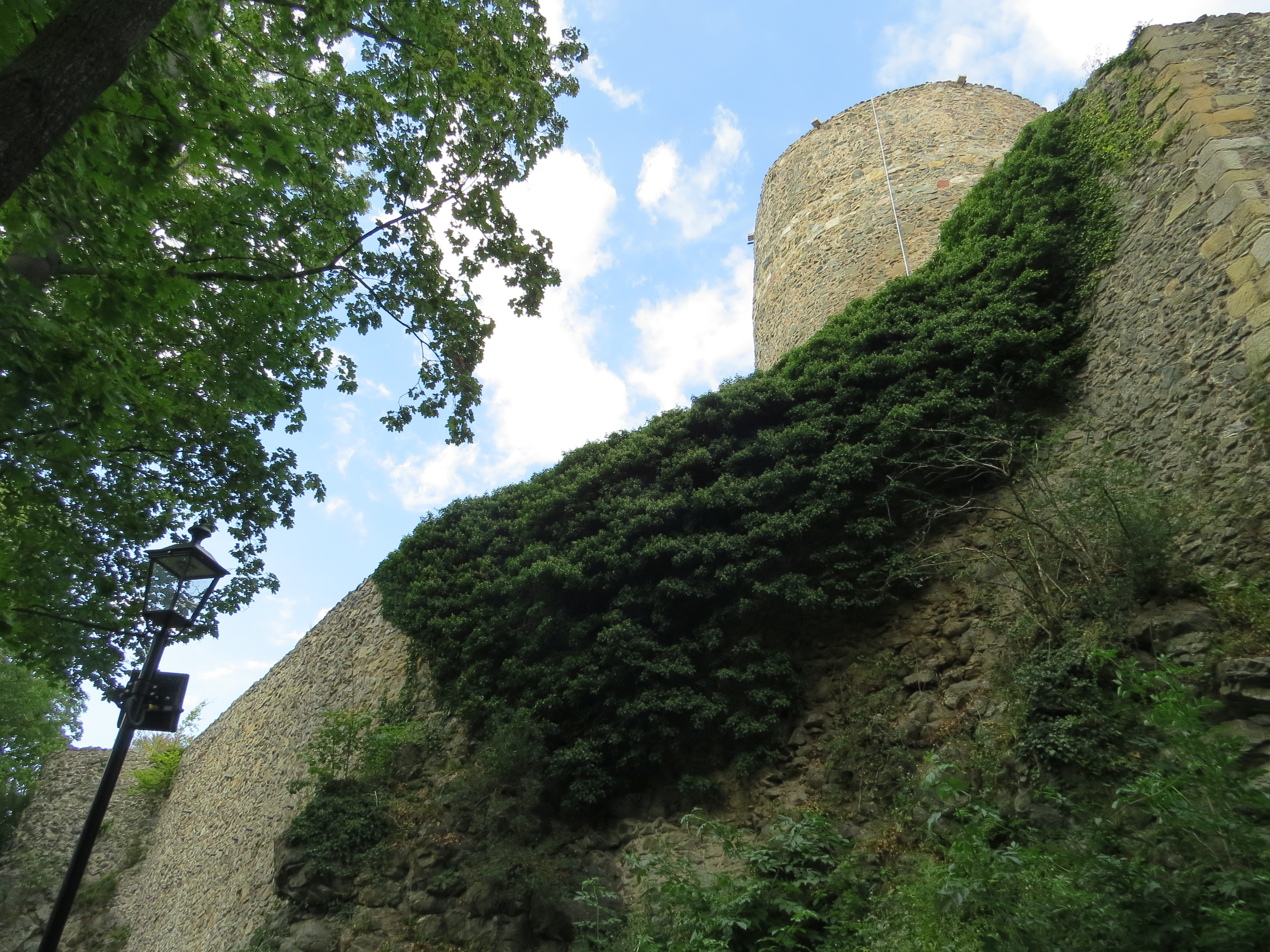
Замкові мури та вежа
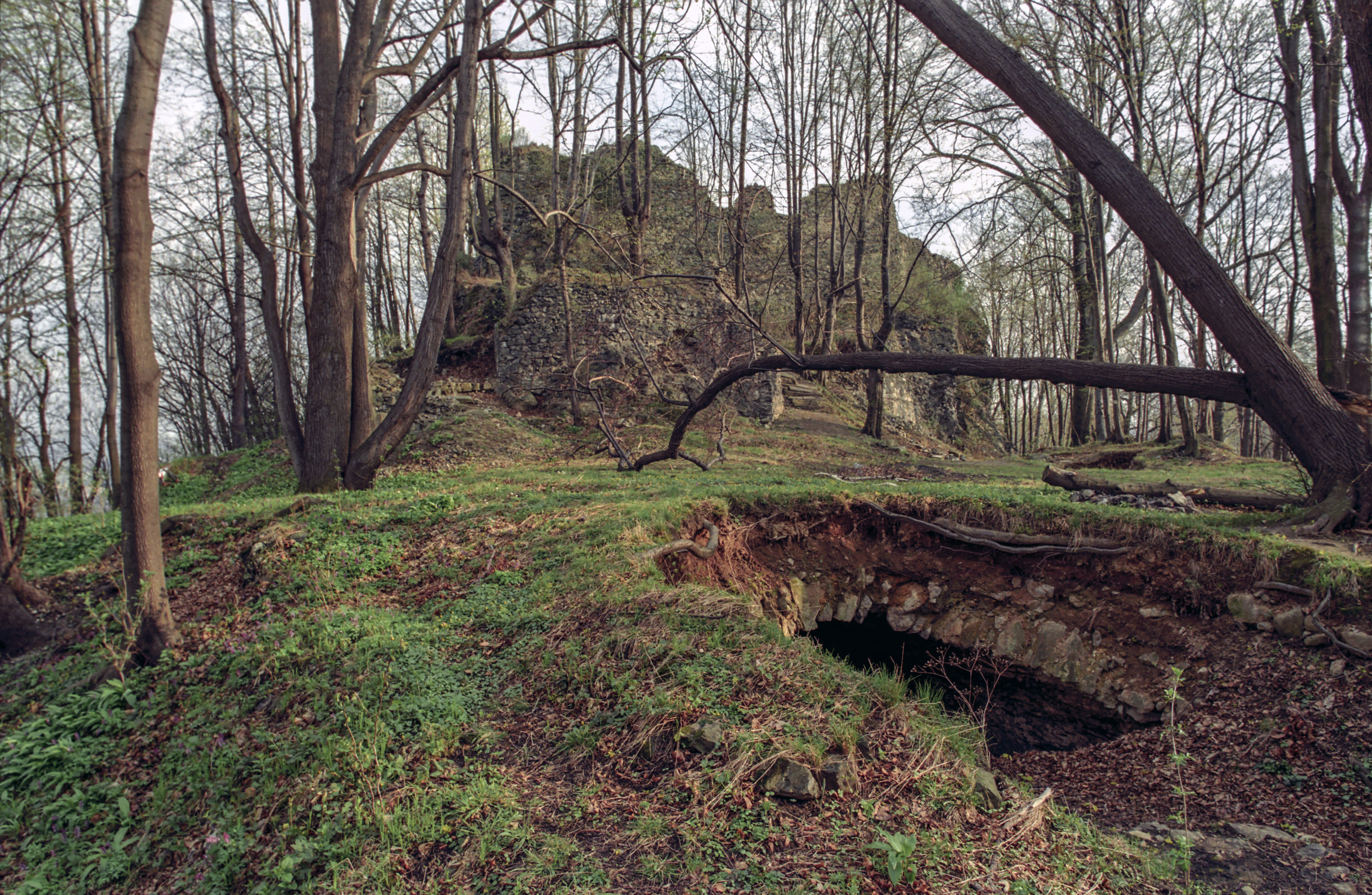
Вигляд замку з півночі